# 丹生川村立旗鉾小学校
丹生川村立旗鉾小学校 （にゅうかわそんりつ はたほこしょうがっこう）は、かつて岐阜県大野郡丹生川村（現・高山市）に存在した公立小学校。

## 概要
- 1986年、白井小学校と統合。丹生川東小学校の新設により廃校。
- 1950年から1970年までは旗鉾中学校を併設し、旗鉾小中学校とも称した。
- 校舎は1987年10月迄、丹生川東小学校の校舎として使用された。

## 沿革
- 1875年（明治8年） - 下田学校[注釈 3]旗鉾支校が開校。慈雲寺を仮校舎とする。
- 1881年（明治14年） - 独立し、旗鉾小学校となる。
- 1908年（明治41年） - 丹生川尋常高等小学校第四分教場となる。
- 1923年（大正12年） - 現在地に新築移転。
- 1941年（昭和16年）4月1日 - 丹生川国民学校第四分教場となる。
- 1947年（昭和22年）4月1日 - 丹生川村立丹生川小学校旗鉾分校に改称する。丹生川中学校旗鉾分校を併設。
- 1948年（昭和23年）4月1日 - 丹生川小学校から独立し、丹生川村立旗鉾小学校となる。丹生川中学校旗鉾分校を併設。
- 1950年（昭和25年）4月 - 丹生川村立旗鉾中学校が開校する。旗鉾小学校は旗鉾中学校との併設校となる。
- 1970年（昭和45年）3月 - 旗鉾中学校が統合により廃校。旗鉾小学校は単独校となる。
- 1986年（昭和61年）3月31日 - 統合により廃校。